# San Giorgio (Como)

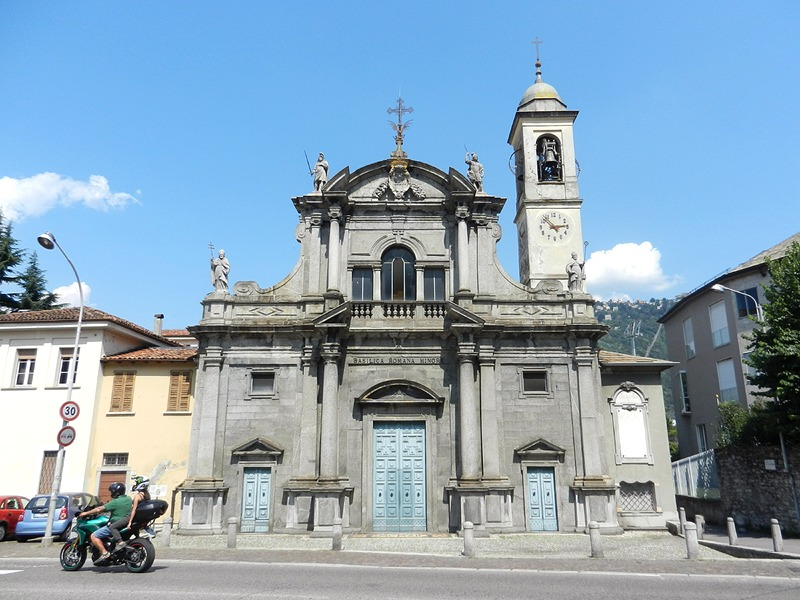
Basilika San Giorgio

Die Basilika San Giorgio ist eine römisch-katholische Kirche in Como in der Lombardei, Italien. Die Pfarrkirche des Bistums Como ist dem Hl. Georg gewidmet und trägt den Titel einer Basilica minor. Die Kirche wurde im 11. Jahrhundert im Stadtteil Borgo Vico nahe dem Comer See im Stil der langobardischen Romanik erbaut und im 16. Jahrhundert im Stil des Barock umfassend umgestaltet.

## Geschichte
Die Kirche wurde zwischen 1050 und 1075, wie in einer Rekonstruktion in der städtischen Gemäldegalerie des Palazzo Volpi zu sehen ist, als dreischiffiges Gebäude im lombardisch-romanischen Stil errichtet. Zur Kirche führte ein Säulengang mit einem angrenzenden Friedhof, außerdem gab es zwei Seiteneingänge. Im Osten schloss die Kirche mit drei Apsiden: zwei seitlichen, weniger tiefen und einer zentralen, breiteren Apsis, in der sich fünf Nischen befanden. Ab 1081 wurden die Apsidenwände reich mit Fresken geschmückt, die zum größten Teil bis heute erhalten geblieben sind. Im zentralen Teil des Chors befand sich das monumentale Grabmal des in Borgo Vico gebürtigen St. Eutichius, der im 6. Jahrhundert Bischof von Como war. Von dem Grabmal ist heute nur noch eine fein geschnitzte Platte erhalten geblieben.
Ab der zweiten Hälfte des 16. Jahrhunderts war die Kirche Gegenstand wesentlicher Umbauten. Sie war im Laufe der Jahrhunderte bereits mehrmals überschwemmt und dadurch dauerhaft geschädigt worden. Ab 1644 erfolgte eine fast vollständige barocke Umgestaltung mit einer Erweiterung. Der ursprüngliche Entwurf der massiven Eingriffe trägt die Handschrift von Giovan Battista Recchi (1638), die 1709 erfolgte Fertigstellung der Granitfassade ist dem Tessiner Architekten Agostino Silva zu verdanken. Unter Beibehaltung der dreischiffigen Gliederung sahen die Arbeiten die Einführung massiver quadratischer Pfeiler vor, die die Kreuzgewölbe des Hauptschiffs und des Querschiffs stützen, an deren Enden die Seitenkapellen angeordnet wurden. Der Umbau des Gebäudes beinhaltete auch eine Anhebung des Bodenniveaus um etwa einen Meter und eine bildliche Verzierung des Mittelgewölbes und der Kapellen sowie eine Erneuerung der Marmorausstattung der Altäre. Die Arbeiten wurden offiziell am 25. Juni 1775 mit der Weihe der Kirche durch Bischof Giovanni Battista Mugiasca abgeschlossen.
Von der ursprünglichen romanischen Struktur sind an der Außenseite heute noch eine sehr nach außen geneigte Apsis zu sehen, die mit an Pilastern gelehnten Halbsäulen verziert ist, sowie zwei mit phantastischen Tieren verzierte Marmorfragmente. Im Inneren blieben zwei Apsiden sichtbar.
Im Jahr 1874 wurde die Kirche ausgewählt, um den Kult Unserer Lieben Frau vom Heiligsten Herzen zu beherbergen. So wurde die Kirche, die 1876 zum städtischen Heiligtum wurde, einer umfassenden Restaurierung unterzogen. Aus dieser Zeit stammt die Statue der Jungfrau mit dem Kind, ein Werk aus Carrara-Marmor, das 1877 von dem Mailänder Bildhauer Giuseppe Bayer (Bruder des damaligen Erzpriesters von St. Georg) vollendet und zunächst in der rechten Kapelle aufgestellt wurde.
Im Jahre 1896 wurde die alte Orgel durch die heutige ersetzt.
1919, am Ende des Ersten Weltkriegs, wurde die Statue der Madonna im Dom zu Como von Bischof Alfonso Archi gekrönt, dessen Überreste heute in der Mitte des Kirchenschiffs ruhen. Später wurde die Statue in der Hauptapsis in einer monumentalen Marmorädikula aufgestellt, die über eine Alabasternische hinausragt und über zwei seitliche Treppen erreichbar ist.
Die Restaurierungen, die zwischen 1876 und 1925 im Chor durchgeführt wurden, trugen ebenfalls zu einer teilweisen Öffnung der unterirdischen Räume sowie zu einer fortschreitenden Wiederentdeckung der antiken Fresken in den fünf Nischen der zentralen Apsis bei. Die Fresken, die in die erste Hälfte des 13. Jahrhunderts datiert werden können, waren in den 1960er Jahren durch Wassereinbrüche bedroht und wurden daher von den Wänden gerissen. Nach einer ersten Restaurierung wurden sie in der Basilika wieder freigelegt. Im Jahr 2003 wurden sie dauerhaft in der Pinacoteca Civica des Palazzo Volpi aufgestellt.
Papst Pius XII. erhob die Kirche 1941 in den Rang einer Basilica minor.

## Architektur
Die barocke Fassade des Gebäudes wurde mit Quadern unterschiedlicher Serizzo-Qualitäten gebaut, ausgerichtet entlang einer horizontalen Linie. Das obere Tympanon der Fassade enthält das Wappen der Familie Gall.  Unterhalb des Tympanons befindet sich ein Fenster, dessen Mittelteil mit Rundbogen von den beiden Außenfenstern abgeteilt ist und von Voluten mit krönenden Statuen flankiert wird. Die Statuen von Giovanni Domenico zeigen die Heiligen Thomas Becket, Donatus, Georg und Euthychius.
Auf der rechten Seite der Fassade steht der Glockenturm im klassizistischen Stil, der anstelle des ursprünglichen romanischen 1820 von Melchiorre Nosetti entworfen wurde.
Auf der Rückseite des Gebäudes befindet sich noch ein Teil der antiken romanischen Apsis, aus Moltrasio-Stein, sehr geneigt auf der Außenseite, frei von romanischer Krönung und auf dem die Apsis der rekonstruierten Kirche aufsetzt.

## Innenraum
Die drei Kirchenschiffe sind durch Säulen getrennt und schließen mit Apsiden. Die Hauptapsis, die eine äußere Loggia hat, ist in fünf Nischen unterteilt. Die beiden verbliebenen Apsiden wurden in der Dicke des Mauerwerks freigelegt. Die fünf Nischen der großen Apsis bewahrten einige Fresken, die seit 2003 in zwei Räumen der Städtischen Galerie Palazzo Volpi neu komponiert wurden, sie zeigen jeweils einen heiligen Bischof in frontaler Position. Die linke Apsis enthält einige bildliche Dekorationen aus dem 11. Jahrhundert, die einen Tibiaspieler und sechs Figuren symmetrisch an den Seiten eines Monophores angeordnet darstellen. Am unteren Ende des linken Seitengangs befindet sich die Kapelle von Sant'Eutichio, die 1933 erbaut wurde, um die Überreste des Heiligen zu verlegen, der sich einst unter dem Hochaltar befand und seit dem 11. Jahrhundert in St. Georg beigesetzt ist.
Unter dem Chor, der Eutichiuskapelle und der Sakristei sind von Kellerräumen Überreste der drei antiken Apsiden sichtbar sind, die durch schmale Passagen verbunden sind, die die alten Fresken enthielten, die heute in der Stadtgalerie ausgestellt sind. Die meisten Dekorationen des Innenraums erfolgten am Ende des 17. Jahrhunderts, unter anderem von den Recchi-Malern der fördernden Bruderschaft Sant’Eutichio, so das Fresko in der Kuppel, das den Heiligen Georg zeigt und am Ende des linken Querschiffs eine Darstellung von Geißelung und Dornenkrönung. Von der Crocefisso-Kapelle in Richtung Haupteingang, auf der rechten Seite befindet sich eine große Leinwand von Giovanni Battista Discepoli, die aus der zerstörten Kirche der Barfußkarmeliten von Santa Teresa stammt, deren Kloster in Borgo Vico 1802 säkularisiert wurde. Die weißen Stuckstreifen der Gewölbe (Werk von Angelo Menotti), der Madonnenschrein und der Marmorboden stammen aus dem 20. Jahrhundert.
Die Kirche bewahrt auch das Reliquiar des hl. Thomas Becket in Silber, Samt und Kristallen (aus dem 17. Jahrhundert) und eine Silbermedaille des in Como geborenen Papstes Innozenz XI. auf, die an die Schlacht von Wien gegen die Türken erinnert. Die Sakristei bewahrt auch eine Bronzeurne und Kristalle (1903), die die angeblichen Reliquien des heiligen Georg beherbergt, überführt aus Pavia im Jahre 1793.